# Live at the Greek Theatre 2008
Live at the Greek Theatre 2008 es un álbum en directo del músico británico Ringo Starr, publicado por la compañía discográfica Hip-O Records en julio de 2010. El álbum, publicado de forma conjunta con un DVD, fue grabado durante la décima edición de su banda All-Starr Band en el Greek Theatre de Los Ángeles (California) en julio de 2008. Junto con Liverpool 8, publicado bajo el sello Capitol Records, el álbum es uno de los pocos trabajos de Ringo publicado en una discográfica grande como Universal Music. 
La décima edición de Ringo Starr & His All Starr Band contó con la participación de músicos como Edgar Winter, Billy Squier y Hamish Stuart, también presentes en la anterior edición del grupo, y con la incorporación de Gregg Bissonette, Colin Hay y Gary Wright. Al igual que en giras anteriores, el repertorio de los conciertos se dividió entre éxitos de los integrandes del grupo y canciones interpretadas por Ringo, tanto de su etapa en The Beatles como de su carrera en solitario.
Live at the Greek Theatre 2008 recoge la primera interpretación en directo de «Oh My My», una canción publicada en el álbum Ringo (1973), y del tema de John Lennon «Give Peace a Chance» como coda de «With a Little Help from My Friends», también interpretado en giras posteriores.

## Lista de canciones
| N.º | Título                                                    | Escritor(es)                                  | Duración |  |
| 1.  | «With a Little Help from My Friends»/«It Don't Come Easy» | Lennon/McCartney-Harrison/Starkey             | 4:24     |  |
| 2.  | «What Goes On»                                            | John Lennon, Paul McCartney, Richard Starkey  | 3:48     |  |
| 3.  | «The Stroke»                                              | Billy Squier                                  | 6:55     |  |
| 4.  | «Dream Weaver»                                            | Gary Wright                                   | 5:09     |  |
| 5.  | «Boys»                                                    | Luther Dixon, Wes Farrell                     | 4:03     |  |
| 6.  | «Pick Up the Pieces»                                      | Roger Ball                                    | 6:12     |  |
| 7.  | «Act Naturally»                                           | Johnny Russell, Voni Morrison                 | 3:25     |  |
| 8.  | «Yellow Submarine»                                        | Lennon/McCartney                              | 3:20     |  |
| 9.  | «Never Without You»                                       | Richard Starkey, Garth Hudson, Gary Nicholson | 6:26     |  |
| 10. | «I Wanna Be Your Man»                                     | Lennon/McCartney                              | 3:40     |  |
| 11. | «Who Can It Be Now»                                       | Colin Hay                                     | 4:55     |  |
| 12. | «Photograph»                                              | George Harrison, Richard Starkey              | 3:56     |  |
| 13. | «Oh My My»                                                | Richard Starkey, Vini Poncia                  | 5:03     |  |
| 14. | «With a Little Help from My Friends»                      | Lennon/McCartney                              | 3:45     |  |
| 15. | «Give Peace a Chance»                                     | John Lennon                                   | 2:33     |  |

## Personal
- Ringo Starr: voz y batería
- Billy Squier: voz, bajo y guitarra
- Colin Hay: guitarra y voz
- Edgar Winter: teclados, saxofón, percusión y voz
- Gary Wright: teclados y voz
- Hamish Stuart: bajo, guitarra y voz
- Gregg Bissonette: batería y coros

## Posición en listas
| País   | Lista       | Posición |
| ------ | ----------- | -------- |
| Grecia | IFPI Greece | 35       |